# Dianella sandwicensis
Dianella sandwicensis là một loài thực vật có hoa trong họ Thích diệp thụ. Loài này được Hook. & Arn. miêu tả khoa học đầu tiên năm 1832.